# Jihovýchodní Asie

Jihovýchodní Asie na mapě světa

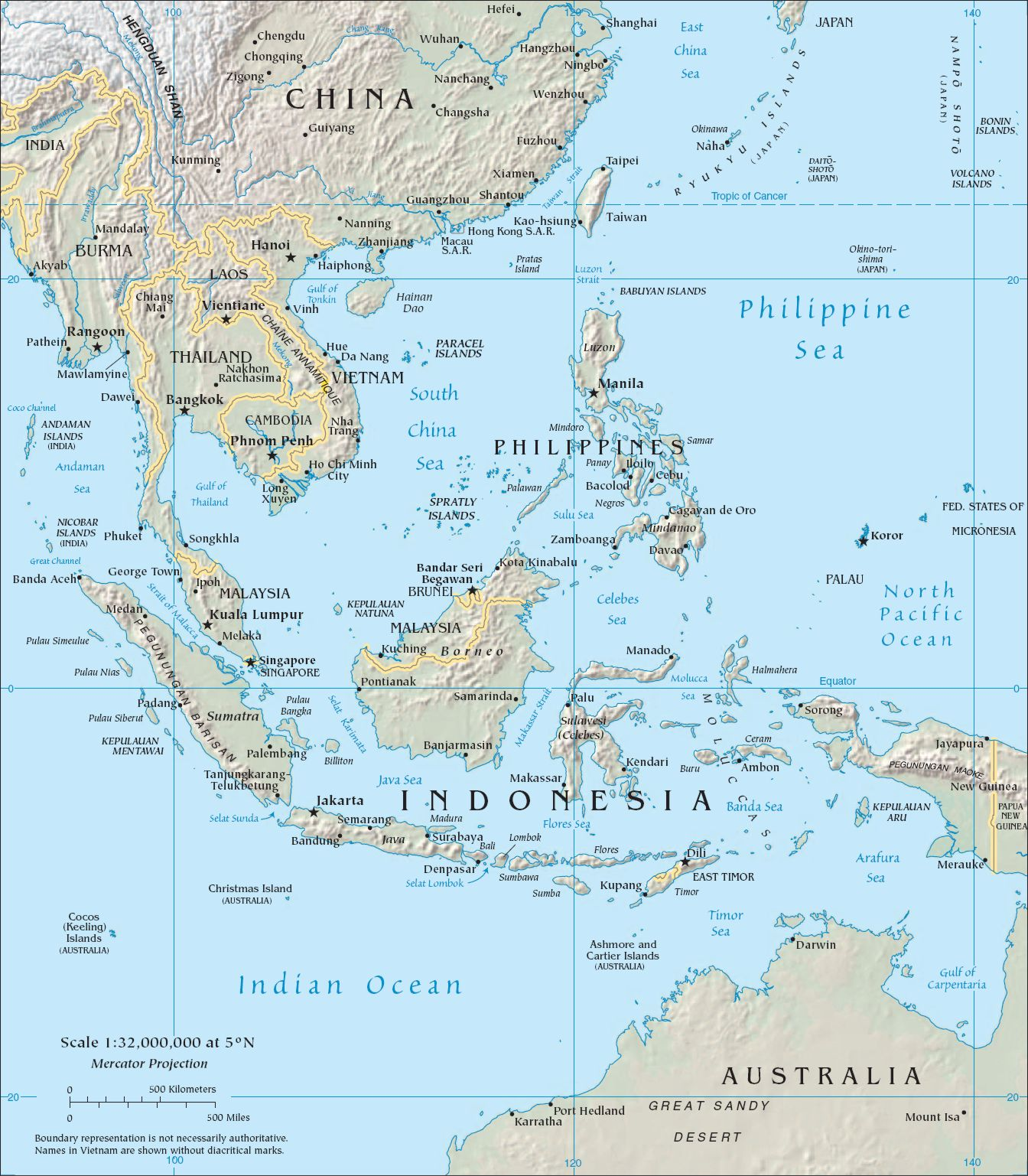
Jihovýchodní Asie (podrobná mapa)

Jihovýchodní Asie (v koloniálním období se používal pojem Východní Indie) je subregion Asie zahrnující země, které leží východně od Indie a jižně od Číny. Tento subregion leží na místě, kde se dotýkají geologické desky, což má za následek častou seismickou a vulkanickou aktivitu.
Jihovýchodní Asie se skládá ze dvou geografických sekcí: asijské pevniny a ostrovů souostroví jižně od ní (Velké a Malé Sundy, Filipíny, Moluky). Leží v tropickém a subtropickém podnebí, ve kterém je ovlivňována monzuny. Kulturně je tento region silně ovlivněn dvěma mocnými sousedy, Indií a Čínou, přičemž Myanmar byl dříve částí Indie a Vietnam tradičně čínským vazalem.

## Hospodářství

### Zemědělství
Zemědělství představuje hlavní zdroj obživy ve všech státech Jihovýchodní Asie s výjimkou Singapuru a Bruneje. Pěstuje se zde hlavně rýže, cukrová třtina, palmy (kokosová a olejná), ananasy, kaučukovník a banány. Obyvatelé ostrovních států pěstují rýži, sóju, maniok, kávovník, a koření (pepř, hřebíček). V jihovýchodní Asii je rozvinutý také rybolov.

## Obyvatelstvo

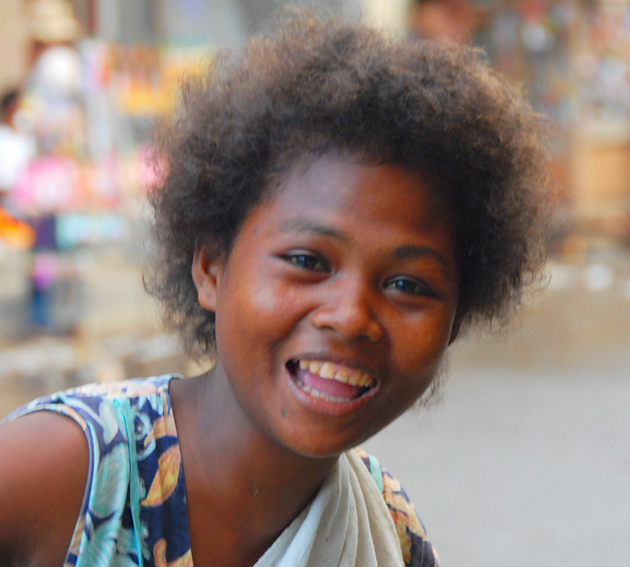
Negritská dívka z Filipín

Populace jihovýchodní Asie čítá v roce 2024 téměř 696 milionů lidí. V různorodém obyvatelstvu jihovýchodní Asie převládají Malajci, jim příbuzní Indonésané a poměrně dost Číňanů. Malajci, Indonésané a Filipínci mluví převážně austronéskými jazyky, zatímco Vietnamci a Khmerové austroasijskými jazyky, Thajci a Laové tajsko-kadajskými jazyky a Barmánci sinotibetskými jazyky. Kromě toho se ve všech státech nachází velké množství etnických a jazykových menšin. Na některých územích přetrvávají ještě prapůvodní obyvatelé – negritové. Negritové patří mezi zbytky původního obyvatelstva, které bylo posléze vytlačeno migrujícími mongoloidy, jejich způsob života, vzrůst a kultura jsou proto velmi odlišné než u většinové populace. Většina obyvatel žije na venkově.

## Zlatý trojúhelník
Zlatý trojúhelník je oblast na pomezí Barmy, Thajska a Laosu, která je známá především nelegální výrobou opia a následně heroinu.

## Státy jihovýchodní Asie

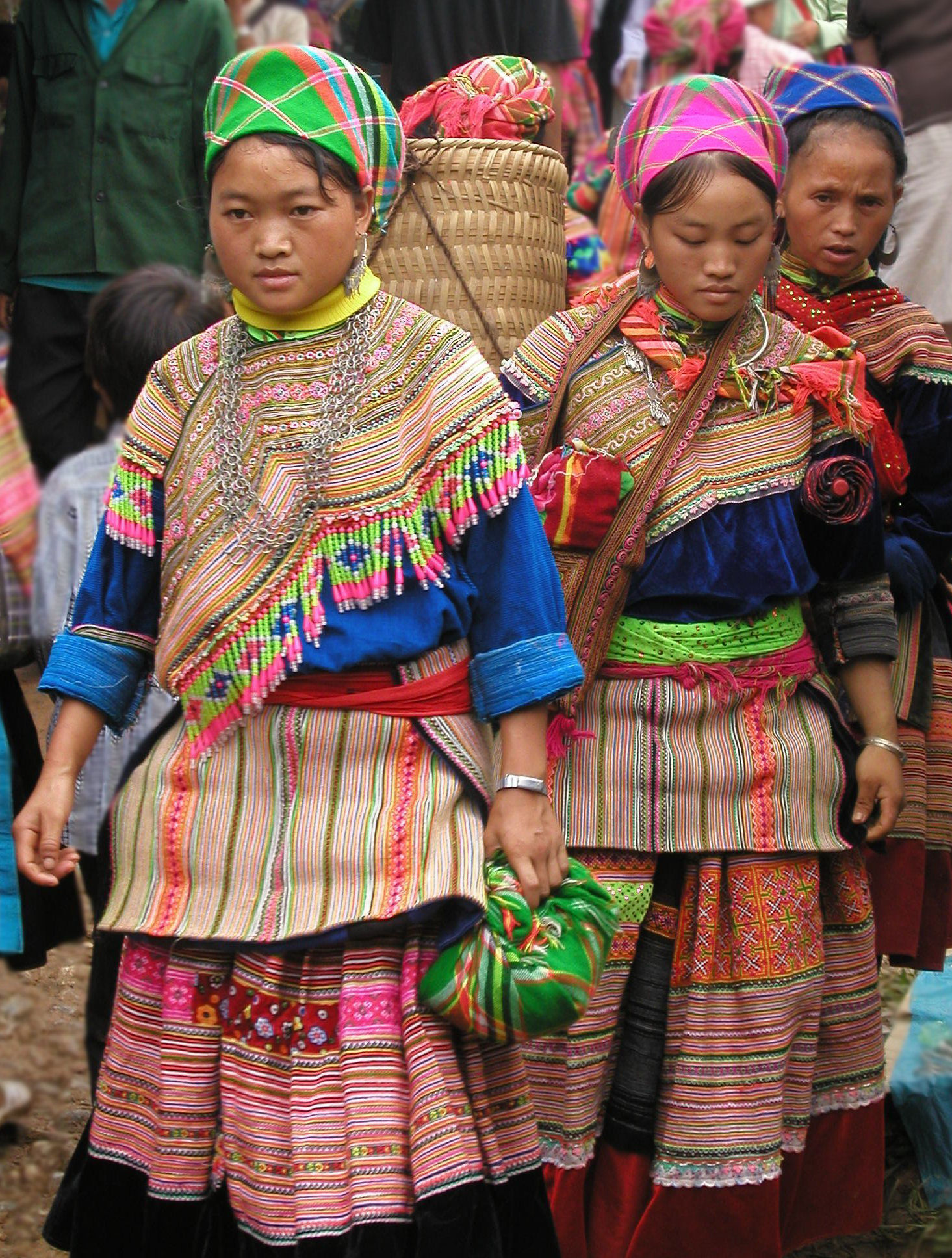
Ženy z etnické skupiny Hmongů ve Vietnamu

Jihovýchodní Asií je zpravidla míněn region složený ze států uvedených v tabulce níže, ale v širším smyslu může zahrnovat i například jižní pobřeží Číny, území jako Bangladéš, jižní Indie, Srí Lanka či Maledivy.[zdroj?]
| Státy a jeho vlajka | Hlavní město        | Rozloha (km²) | Počet obyvatel (odhad k roku 2017) | Hustota osídlení (ob./km²) | HDP (v paritě kupní síly) [dolarů/obyv./rok] (rok 2017) |
| ------------------- | ------------------- | ------------- | ---------------------------------- | -------------------------- | ------------------------------------------------------- |
| Brunej              | Bandar Seri Begawan | 5 765         | 443 593                            | 76,9                       | 76 743                                                  |
| Filipíny            | Manila              | 300 000       | 104 256 076                        | 347,5                      | 8 229                                                   |
| Indonésie           | Jakarta             | 1 904 569     | 260 580 739                        | 136,8                      | 12 378                                                  |
| Kambodža            | Phnompenh           | 181 035       | 16 204 486                         | 89,5                       | 4 010                                                   |
| Laos                | Vientiane           | 236 800       | 7 126 706                          | 30,0                       | 7 367                                                   |
| Malajsie            | Kuala Lumpur        | 329 847       | 31 381 992                         | 95,1                       | 28 870                                                  |
| Myanmar (Barma)     | Neipyijto           | 676 578       | 55 123 814                         | 81,5                       | 6 285                                                   |
| Singapur            | Singapur            | 697           | 5 888 926                          | 8 449,0                    | 90 531                                                  |
| Thajsko             | Bangkok             | 513 120       | 68 414 135                         | 133,3                      | 17 786                                                  |
| Vietnam             | Hanoj               | 331 210       | 96 160 163                         | 290,3                      | 6 876                                                   |
| Východní Timor      | Dili                | 14 874        | 1 291 358                          | 86,8                       | 5 007                                                   |

Tyto zmíněné státy jsou členy Sdružení národů jihovýchodní Asie ASEAN, kromě Východního Timoru, který je kandidátem.